# Lorenzo Suding
Lorenzo Suding (Dormagen, 15 marzo 1986) è un mountain biker italiano, cinque volte campione nazionale di downhill.

## Biografia
Nato a Dormagen, in Germania, è figlio secondogenito di Paul Hugo Suding, economista tedesco, e di Elena Corgiolu di Ulassai, scomparsa nel 2015.
Sin dall'età di tre anni, per via del lavoro del padre, lascia la Germania con la famiglia e si trasferisce in Africa, più precisamente in Burundi, poi a Quito in Ecuador, e quindi a Pechino in Cina dove frequenta le Scuole Elementari. Per via dei frequenti spostamenti impara subito la lingua inglese, spagnola, francese, tedesca e in ultimo italiana. All'età di 14 anni si trasferisce in Svizzera, in Engadina, dove frequenta l'istituto Superiore, per poi conseguire il Diploma di Maturità nel 2006. Dopo il diploma si iscrive presso l'Istituto europeo di design di Torino, ma presto decide di dedicarsi interamente alla mountain bike, trasferendosi a Pila in Valle d'Aosta.

## Carriera
I primi successi in sella ad una MTB arrivano nel 1997 in Ecuador dove vince il Cross Country nazionale under-13. Nel 2006, una volta acquisita la nazionalità italiana, diventa tesserato per la Federazione Ciclistica Italiana e dal 2009 al 2013, per cinque anni consecutivamente, vince il Campionato italiano di downhill. Nel 2009 si classifica anche quarto di specialità ai campionati europei di Kranjska Gora.
Nel luglio 2014 è vittima di un grave incidente stradale in auto, proprio in Valle d'Aosta, che lo tiene per mesi ricoverato e lontano dalle corse, impedendogli di riesercitare il suo primato nel downhill. Ristabilitosi, nel 2015 conclude settimo ai campionati nazionali di specialità.
Nel 2017 abbandona il downhill e inizia a mettersi in luce in un'altra disciplina, quella della MTB Enduro, vincendo in aprile il campionato nazionale Enduro MTB organizzato a Tavernerio dalla Federazione Ciclistica Italiana.

## Palmarès
- 2009

Campionati italiani, Downhill
- 2010

Campionati italiani, Downhill
- 2011

Campionati italiani, Downhill
- 2012

Erice Gravity, 1ª prova Coppa Sicilia DH (Erice)
Campionati italiani, Downhill
- 2013

Campionati italiani, Downhill
- 2017

Campionati italiani, Enduro